# Barningham (Suffolk)
Barningham is een civil parish in het bestuurlijke gebied West Suffolk, in het Engelse graafschap Suffolk met 928 inwoners.